# Aperite Portas Redemptori
Aperite Portas Redemptori è una bolla pontificia di papa Giovanni Paolo II edita il 6 gennaio 1983.